# Манос Лоизос
Манос Лоизос (грч. Μάνος Λοΐζος; Александрија, 22. октобар 1937 — Москва, 17. септембар 1982) био је један од најважнијих грчких композитора са Кипра у 20. веку.

## Биографија
Рођен је 1937. године у имигрантској породици у Александрији. Отац му је био рођен на Кипру, а мајка на Родосу. Са 17 година Манос се преселио у Атину да студира фармакологију, али је ускоро напустио студије да би се посветио музици. Самоуки музичар, направио је први албум 1963. године, а до 1975. постао је један од најпопуларнијих композитора грчке музике.
Сем тога, био је познат и као велики антифашиста и левичар, јавно критикујући Грчку војну хунту. Био је и члан Комунистичке партије Грчке.
Умро је у Москви 1982. године, где је отишао на лечење. Година 2007. била је проглашена Годином Маноса Лоизоса у Грчкој.

## Дискографија
1. Ο Σταθμός (Станица)
2. Θαλασσογραφίες (Пејзажи мора)
3. Ευδοκία (Евдокија) - албум направљен за филм Евдокија
4. Να ‘Χαμε Τι Να ‘Χαμε (Кад бисмо имали) - стихове је цензурисала војна хунта
5. Καλημέρα Ήλιε (Добро јутро, Сунце) - стихове је цензурисала хунта, истоимена песма постала је химна Панхеленског социјалистичког покрета
6. Τραγούδια Του Δρόμου (Песме друма)
7. Τα Νέγρικα (Црначке песме)
8. Τα Τραγούδια Μας (Наше песме)
9. Τα Τραγούδια Της Χαρούλας; (Харулине песме) - због критике медија, албум је убрзо изгубио популарност
10. Για Μια Μέρα Ζωής (За човеков живот)
11. Γράμματα στην αγαπημένη (Писма вољеној) - објављен после смрти Маноса